# Войцеховский, Юрий Львович
Юрий Львович Войцеховский (6 ноября 1905, Калиш — 1 сентября 1944, Брюссель) — русский журналист и общественный деятель. Во время немецкой оккупации Бельгии во время Второй мировой войны сотрудничал с нацистами.

## Биография
Родился в семье офицера Русской императорской армии Л. П. Войцеховского, расстрелянного большевиками в 1919 году. Младший брат С. Л. Войцеховского. В детстве жил в Киеве.
С 1921 года в эмиграции в Варшаве. Учился в политехническом институте. В 1926 году возглавил Объединение Русской Молодежи в Варшаве. В апреле 1928 года в результате конфликта с некоторыми членами организации, обвинявшими его в «диктаторских замашках», был вынужден уйти с поста председателя объединения. 4 мая 1928 года в Варшаве совершил покушение на советского торгового представителя Лизарева, легко его ранил. Был приговорен за это к десятилетнему, позже сокращенному, заключению, которое отбыл в Мокотовской тюрьме.
В 1934 году переехал в Бельгию, где учился в Лувенском католическом университете. Под давлением советского посольства, бельгийская полиция запретила Войцеховскому заниматься политической деятельностью и покидать Лувен. В 1938 после окончания университета переехал в Брюссель.
Сотрудничал в журнале «Часовой» и берлинской газете «Новое Слово». Активно участвовал в деятельности различных русских общественных организаций. Основал бельгийское отделение Русского Христианского Трудового Движения (РХТД). Участвовал в основании Дома Русской Молодежи и Русского Военного Собрания. Вместе с В. В. Ореховым и бельгийским корреспондентом «Возрождения» П. Шориным основал Союз Русских журналистов в Бельгии.
Во время немецкой оккупации Бельгии сотрудничал с немецкими властями. Возглавлял подконтрольный Зипо-SD «Русский комитет взаимопомощи». По немецкому плану русские эмигранты, жившие в Бельгии должны были вступить в эту контролируемую немцами организацию, а все остальные русские организации закрывались или прекращали работу.
Ю. Л. Войцеховский вместе со своим телохранителем Алексеем Литвиновым был убит неизвестными лицами 1 сентября 1944 года, во время отступления немецких войск из Брюсселя. Убийство осталось нераскрытым.